# Yasmien Naciri
Yasmien Naciri (Mol, 9 december 1991) is Belgisch ondernemer, marketeer, spreker, auteur en columniste. Sinds november 2016 is ze actief als columniste bij De Morgen en schrijft ze voor Radio 1.

## Biografie
Haar grootvader heeft zich in de jaren 1960 gevestigd in Limburg om in de steenkoolmijnen te werken, waarna ze verhuisden naar het Kempische Mol. Ze studeerde Economie-Moderne Talen aan het Koninklijk Atheneum in Mol. Daarnaast volgde ze een opleiding aan de Academie voor Muziek & Woord. Naciri behaalde een bachelor Bedrijfsmanagement aan Karel de Grote Hogeschool in Antwerpen en enkele jaren later een master Meertalige Professionele Communicatie aan de Universiteit Antwerpen.
Naciri verwierf bekendheid na verschillende uitzendingen over onderwijs, jeugdwerk, ondernemerschap en de samenleving bij Radio 1, MNM, De bende van Annemie en vooral De Afspraak waar ze onder anderen Tom Van Grieken (partijvoorzitter Vlaams Belang) van antwoord diende nadat hij haar "het goede voorbeeld" noemde voor "allochtonen".
Naast haar werk als marketingconsultant, richtte Naciri in 2012 ook de hulporganisatie Amana vzw op die zowel in België als in Marokko actief is. Ze is ook oprichter en voorzitter van Fleks, een jeugdwerking in Antwerpen die jongeren stimuleert om te ondernemen in de brede zin van het woord.
In 2015 ijverde ze in het kader van de Bel 10 op Radio 1 voor een statuut voor student-ondernemers bij minister Philippe Muyters waarna het effectief werd gerealiseerd. In oktober 2016 startte ze als eerste hoofddoekdragende columniste bij een Vlaamse krant. In 2018 werd er door haar inspanningen voor het eerst in België een anonieme Twittertrol veroordeeld, een man uit Sint-Niklaas die haar online had belaagd.
Sinds 2018 is ze ook bestuurder bij Netwerk tegen Armoede en Formaat Jeugdhuiswerk Vlaanderen.
Eind mei 2018 verscheen haar boek Wij nemen het heft in handen bij uitgeverij Polis (ISBN 9789463103466). In oktober 2024 publiceerde ze haar tweede boek, Klassenjustitie, bij Pelckmans (ISBN 9789463107358). Daarnaast heeft ze bijdrages geschreven in boeken over armoede en diversiteit.

## Eerbewijzen
- 2019: Diwan Awards; categorie: Vrouw van het jaar[8]